# Pimm’s
Pimm’s — марка алкогольных напитков, производится компанией Diageo.
Традиционный английский напиток. Обычно употребляется в коктейлях с лимонадом в пропорции от 1/3 до 1/5 со льдом. Также в него добавляют лимон/лайм, апельсин, свежий огурец, клубнику, мяту. Все мелко нарезают и подают коктейль со льдом.
В 1823 году британец Джеймс Пимм придумал свой вариант легкого алкогольного пунша (его ещё называют фруктовой чашей). Готовится он на основе лимонада (содовой) с добавлением имбирного эля и фруктового сока, а также разных фруктов и даже огурцов. В 1997 году бренд выкупила компания Diageo. Сейчас существует много видов этого пунша, но наиболее известным является Pimm’s № 1 Cup, он готовится из джина, в который добавляют ягоды (клубника, ежевика, бузина). Если в целом, то Pimm’s — это коктейль, в основе которого лежит один из крепких алкогольных напитков, в него добавляют травы и немного специй. Все линейки Pimm’s нужны только для производства легких алкогольных «свежих» напитков, просто так их не выпивают.
Виды
- Наиболее известным напитком считается Pimm’s № 1 Cup (его крепость составляет 25%), он производится на основе джина.

- Pimm’s № 2 Cup производился ранее (сейчас снят с производства), основа его — шотландский виски.

- Также снят с производства Pimm’s № 3 Cup (его основа — бренди), но в магазины иногда привозят его зимнюю версию Pimm’s Winter Cup.

- Pimm’s № 4 Cup также снят с производства, его основа — ром.

- На основе ржаного виски готовят Pimm’s № 5 Cup, но не производится.

- Лишь небольшими партиями выпускают коктейль с водкой в составе — Pimm’s № 6 Cup.

- Из текилы небольшими партиями производят Pimm’s № 7 Cup.

- Абсент лежит в основе Pimm’s № 8 Cup, но имеет довольно специфический вкус.

История Pimm’s
Владея баром, где подавали устрицы, Джеймс Пимм понял, что употреблять их с чистым джином, не очень вкусно, поэтому придумал свой личный рецепт напитка, где кроме джина добавил немного сока и специй. Эта смесь и стала основой № 1 Cup.
В середине XIX века, он расширил ассортимент № 2 Cup и № 3 Cup. В 1865 году Фредерик Сойер приобрел корпорацию Пимма, включая и права на имя, а затем им владел мэр британской столицы Горацио Дэвис.
№ 4 Cup, № 5 Cup, № 6 Cup вышли на рынок уже в XX веке. Путем слияний и выкупа компаний в 1997 году производством Pimm’s стал заниматься концерн Diageo.
Последний продукт, который выпущен под брендом Pimm’s — Winter Cup, за основу создания которого взят Pimm’s № 3 Cup, плюс в него добавили специи и цедру апельсина.
Как пить Pimm’s?
Обычно Pimm’s является основой для легких прохладительных летних напитков, в которые добавляют газированную воду, а также фрукты, мяту либо овощи. Наиболее популярным вариантом употребления Pimm’s считается разбавление его лимонадом и льдом, также можно добавить несколько кружочков огурца.